# Monastère de Morača
Le monastère de Morača (en serbe : Манастир Морача et Manastir Morača) est un monastère orthodoxe serbe situé au centre du Monténégro. Il a été fondé en 1252 par Stefan, fils de Vukan Nemanjić, roi de Zeta, et petit-fils de Stefan Nemanja, père fondateur de l'État serbe médiéval. Avec le monastère de la Piva (appelé également Pivski) (au Nord Ouest) et celui d'Ostrog, le monastère de Morača est l'un des sites culturels et religieux les plus fréquentés du Monténégro.

## Géographie
Le monastère est situé dans le canyon de la rivière Morača.

## Description
Le monastère de Morača forme un ensemble constitué d'une grande église dédiée à l'Assomption de Marie, d'une église plus petite dédiée à Saint Nicolas et de bâtiments destinés à accueillir les voyageurs. Il est entouré d'un haut mur à deux entrées.
L'église de l'Assomption est un édifice à nef unique (formé d'un avant-corps et de l'église proprement dite), construit dans le style des églises de la Raška. Elle possède un portail de style roman. Elle possède des fresques du XIIIe siècle, formant une composition de cinq panneaux représentant la vie du prophète Élie. D'autres fresques ont été peintes au XVIe siècle et XVIIe siècle, certaines ont été endommagées quand les Ottomans saccagèrent le monastère. Le bâtiment conserve toutefois l'essentiel de son programme pictural, une œuvre étendue et riche qui constitue un ensemble patrimonial d'une qualité artistique exceptionnelle. L'avant-corps de l'église offre une représentation gigantesque de la Généalogie de Jésus, qui couvre à elle seule un pan de mur complet sur toute sa hauteur, un autre pan de mur entier représente à lui seul un imposant Jugement dernier. La partie centrale du bâtiment comporte de magnifiques témoignages de fresques byzantines tardives, essentiellement centrées sur la Vie du Christ. D'imposants portraits des grands saints de la tradition orthodoxe complètent le programme iconographique. L'église expose des icônes d'une qualité remarquable, la plupart des XVIe siècle et XVIIe siècle. Les plus anciennes remontent au XIIIe siècle et représentent des scènes de la vie de saint Jean-Baptiste.